# Сан Джузепе Ято
Сан Джузѐпе Я̀то (на италиански: San Giuseppe Jato, на сицилиански San Giuseppi, Сан Джузепи) е градче и община в Южна Италия, провинция Палермо, автономен регион и остров Сицилия. Разположено е на 467 m надморска височина. Населението на общината е 8479 души (към 2012 г.).